# Sidama moesta
Sidama moesta is een hooiwagen uit de familie Assamiidae.